# الغواصة الألمانية يو-75 (1940)
غواصة يو-75  غواصة يو ألمانية من الفئة السابعة بي بنيت لسلاح بحرية ألمانيا النازية كريغسمارينه، في أحواض بناء السفن بريمر فولكان خلال الحرب العالمية الثانية.